# Charmian Carr
Charmian Anne Farnon, mais conhecida como Charmian Carr (Chicago, Illinois, 27 de dezembro de 1942 – Los Angeles, California, 17 de setembro de 2016), foi uma atriz e cantora estadunidense, mais conhecida por seu papel de Liesl, a mais velha das crianças Von Trapp em A Noviça Rebelde/ Musica no Coração, onde atuou ao lado de Julie Andrews, Christopher Plummer, Nicholas Hammond, Heather Menzies, Duane Chase, Angela Cartwright, Debbie Turner e Kym Karath.

## Biografia
Carr era a segunda filha da atriz de vaudeville Rita Oehman e do músico Brian Farnon. Tinha duas irmãs, Shannon Farnon e Darleen Carr, ambas atrizes. Quando Charmian frequentava o colégio em meio tempo e trabalhava com um médico, sua mãe levou-a para uma audição para um papel em A Noviça Rebelde. A mãe de Charmian nunca perguntou se ela queria tentar, mas ela havia crescido em uma família do show business family e sabia que ganhar um papel em um filme seria mais importante para sua mãe do que um diploma do colégio. O diretor Robert Wise imaginou que Farnon era um nome muito longo para ela, e depois deu-lhe uma lista de sobrenomes monossílabos. Ela escolheu Carr. O filme foi uma experiência muito feliz para ela, mas durante as filmagens ela caiu contra uma janela e teve que terminar a cena em agonia.
Casou-se com Jay Brent em maio de 1967 e teve dois filhos, Jennifer and Emily. O casamento terminou em 1991. Ela tinha dois netos, Emma e Derek. Charmian Carr possui uma empresa de decoração que já teve entre seus clientes Michael Jackson.
Carr trabalhou em Evening Primrose, um musical escrito por Stephen Sondheim, que foi ao ar no programa ABC Stage 67 em 1966. Escreveu ainda dois livros, Forever Liesl e Letters to Liesl. Em 12 de dezembro de 2007, Carr fez uma rara aparição na televisão com uma participação em Loose Women.
Morreu em 17 de setembro de 2016, aos 73 anos. A causa da morte foi uma série de complicações vindas de uma doença (demência) que ela sofria há anos.

## Filmografia
| Cinema | Cinema           | Cinema | Cinema |
| Ano    | Título           | Papel  |        |
| ------ | ---------------- | ------ | ------ |
| 1965   | A Noviça Rebelde | Liesl  |        |

| Televisão | Televisão        | Televisão                 | Televisão |
| Ano       | Título           | Papel                     |           |
| --------- | ---------------- | ------------------------- | --------- |
| 1966      | Evening Primrose | Ella Harkins (1 episódio) |           |
| 2007      | Loose Women      |                           |           |

## Música
| 1965 | Do-Re-Mi                   |
| 1965 | The Lonely Goatherd        |
| 1965 | Edelweiss                  |
| 1965 | So Long, Farewell          |
| 1965 | My Favorite Things         |
| 1965 | Sixteen Going on Seventeen |

## Obras
| 1998 | Forever Liesl    |
| 2001 | Letters to Liesl |